# Bedford Park Boulevard–Lehman College (línea de la Avenida Jerome)
La  Bedford Park Boulevard – Lehman College  (anteriormente Bedford Park Boulevard – Calle 200) una estación en la línea de la Avenida Jerome del Metro de Nueva York de la división A del Interborough Rapid Transit Company. La estación se encuentra localizada en Bedford Park en El Bronx entre Bedford Park Boulevard y la Avenida Jerome. La estación es servida en varios horarios por los trenes del Servicio .

## Puntos de interés cercano
- Bronx High School of Science
- Lehman College
- High School of American Studies at Lehman College
- Jardín Botánico de Nueva York